# هدف نرم (کتاب)
هدف نرم: چگونه سرویس اطلاعاتی هند به کانادا نفوذ کرد یک کتاب روزنامه‌نگاری تحقیقی است که توسط خبرنگاران کانادایی ظهیر کشمری (از گلوب اند میل) و برایان مک اندرو (از تورنتو استار) نوشته شده‌است. نویسندگان استدلال می‌کنند که جامعه سیک‌ها در کانادا هدف نرم سرویس‌های اطلاعاتی هند بوده‌اند و این عملیات توسط دولت هند در طول دهه ۱۹۸۰ ادامه داشته. این کتاب همچنین ادعا می‌کند که سازمان‌های اطلاعاتی هند نه تنها به جامعه سیک‌ها نفوذ کرده‌اند تا آن‌ها را در سراسر جهان بدنام کنند و حرکت تجزیه‌طلبانهٔ سیک‌ها را متوقف کنند، بلکه در پلیس سواره سلطنتی کانادا (RCMP) و اطلاعات امنیتی کانادا (CSIS) نیز نفوذ کرده‌اند.
نسخه ۱۹۸۹ این کتاب به ۱۰ فصل تقسیم شده‌است. این کتاب در هند ممنوعه است.